# 彼得·A·克拉克
彼得·A·克拉克（英語：Peter Alan Clark，1944年5月24日—）是一位英国历史学家，曾任赫尔辛基大学欧洲城市史教授，主要作品有《欧洲城镇史：400-2000年》（European Cities and Towns 400-2000）、《牛津世界城市史研究》（The Oxford Handbook of Cities in World History，主编）等。